# Bulgarien i olympiska sommarspelen 1936

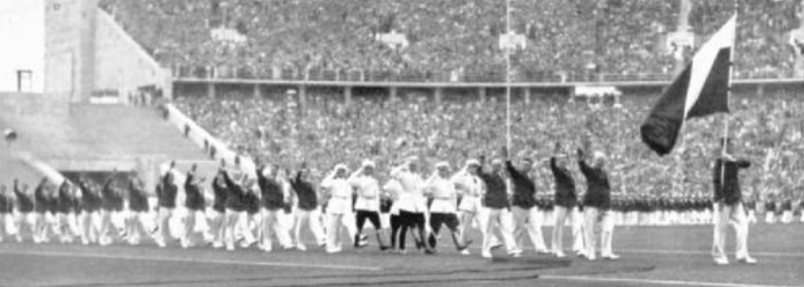

Bulgarien deltog med 26 deltagare vid de olympiska sommarspelen 1936 i Berlin. Ingen av landets deltagare erövrade någon medalj.